# Fabien Gilot
Fabien Pierre Aurélien Dominique Gilot (Denain, 27 de abril de 1984) es un deportista francés que compitió en natación, especialista en el estilo libre.
Participó en cuatro Juegos Olímpicos de Verano, entre los años 2004 y 2016, obteniendo en total tres medallas, plata en Pekín 2008, oro en Londres 2012 y plata en Río de Janeiro 2016, en la prueba de 4 x 100 m libre.
Ganó nueve medallas en el Campeonato Mundial de Natación entre los años 2003 y 2015, y cuatro medallas en el Campeonato Mundial de Natación en Piscina Corta, en los años 2010 y 2014.
Además, obtuvo nueve medallas en el Campeonato Europeo de Natación entre los años 2004 y 2016, y dos medallas en el Campeonato Europeo de Natación en Piscina Corta de 2008.
En 2013 fue nombrado caballero de la Legión de Honor.

## Palmarés internacional
| Juegos Olímpicos                    | Juegos Olímpicos        | Juegos Olímpicos  | Juegos Olímpicos  |
| Año                                 | Lugar                   | Medalla           | Prueba            |
| ----------------------------------- | ----------------------- | ----------------- | ----------------- |
| 2008                                | Pekín (China)           | Medalla de plata  | 4 x 100 m libre   |
| 2012                                | Londres (Reino Unido)   | Medalla de oro    | 4 x 100 m libre   |
| 2016                                | Río de Janeiro (Brasil) | Medalla de plata  | 4 x 100 m libre   |
| Campeonato Mundial                  |                         |                   |                   |
| Año                                 | Lugar                   | Medalla           | Prueba            |
| 2003                                | Barcelona (España)      | Medalla de bronce | 4 × 100 m libre   |
| 2007                                | Melbourne (Australia)   | Medalla de bronce | 4 × 100 m libre   |
| 2009                                | Roma (Italia)           | Medalla de bronce | 4 × 100 m libre   |
| 2011                                | Shanghái (China)        | Medalla de plata  | 4 × 100 m libre   |
| 2011                                | Shanghái (China)        | Medalla de plata  | 4 × 200 m libre   |
| 2013                                | Barcelona (España)      | Medalla de oro    | 4 × 100 m libre   |
| 2013                                | Barcelona (España)      | Medalla de oro    | 4 × 100 m estilos |
| 2015                                | Kazán (Rusia)           | Medalla de oro    | 4 × 100 m libre   |
| 2015                                | Kazán (Rusia)           | Medalla de bronce | 4 × 100 m estilos |
| Campeonato Mundial en Piscina Corta |                         |                   |                   |
| Año                                 | Lugar                   | Medalla           | Prueba            |
| 2010                                | Dubái (EAU)             | Medalla de oro    | 4 × 100 m libre   |
| 2010                                | Dubái (EAU)             | Medalla de plata  | 100 m libre       |
| 2010                                | Dubái (EAU)             | Medalla de bronce | 4 × 200 m libre   |
| 2014                                | Doha (Catar)            | Medalla de oro    | 4 × 100 m libre   |
| Campeonato Europeo                  |                         |                   |                   |
| Año                                 | Lugar                   | Medalla           | Prueba            |
| 2004                                | Madrid (España)         | Medalla de bronce | 4 × 100 m libre   |
| 2006                                | Budapest (Hungría)      | Medalla de bronce | 4 × 100 m libre   |
| 2010                                | Budapest (Hungría)      | Medalla de oro    | 4 × 100 m estilos |
| 2010                                | Budapest (Hungría)      | Medalla de plata  | 4 × 100 m libre   |
| 2010                                | Budapest (Hungría)      | Medalla de bronce | 50 m libre        |
| 2014                                | Berlín (Alemania)       | Medalla de oro    | 4 × 100 m libre   |
| 2014                                | Berlín (Alemania)       | Medalla de plata  | 100 m libre       |
| 2014                                | Berlín (Alemania)       | Medalla de plata  | 4 × 100 m estilos |
| 2016                                | Londres (Reino Unido)   | Medalla de oro    | 4 × 100 m libre   |
| Campeonato Europeo en Piscina Corta |                         |                   |                   |
| Año                                 | Lugar                   | Medalla           | Prueba            |
| 2008                                | Rijeka (Croacia)        | Medalla de oro    | 4 × 50 m libre    |
| 2008                                | Rijeka (Croacia)        | Medalla de plata  | 100 m libre       |